# Täftebölesjön
Täftebölesjön är en sjö i Umeå kommun i Västerbotten och ingår i Sävarån-Tavelåns kustområde. Sjön har en area på 1,12 kvadratkilometer och ligger 22 meter över havet. Sjön avvattnas av vattendraget Hjåggmarksbäcken. Vid provfiske har abborre, gers, gädda och mört fångats i sjön.

## Delavrinningsområde
Täftebölesjön ingår i det delavrinningsområde (709143-172731) som SMHI kallar för Utloppet av Täftebölesjön. Medelhöjden är 25 meter över havet och ytan är 3,49 kvadratkilometer. Räknas de 3 avrinningsområdena uppströms in blir den ackumulerade arean 23,16 kvadratkilometer. Hjåggmarksbäcken som avvattnar avrinningsområdet har biflödesordning 2, vilket innebär att vattnet flödar genom totalt 2 vattendrag innan det når havet efter 5,6 kilometer. Avrinningsområdet består mestadels av skog (63 procent). Avrinningsområdet har 1,12 kvadratkilometer vattenytor vilket ger det en sjöprocent på 31,9 procent.